# Maria Lea Pedini Angelini
Maria Lea Pedini Angelini, född 1954, är en sanmarinsk politiker som har varit landets statschef. Hon var den första kvinnan på posten.
Pedini Angelini studerade konst och museologi vid universitetet i Bologna och utexaminerade år 1976. Mellan 1983 och 2006 arbetade hon i ett kommunikationsorgan under San Marinos utrikesministerium.
År 1981 blev hon San Marinos regerande kapten tillsammans med Gastone Pasolini. Efter detta fungerade hon som San Marinos utrikesminister och ambassadör till bl.a. Norden (i Sverige år 1995). Pedini Angelini representerar San Marinos kristdemokraterna.
Pedini Angelini beviljades Italienska republikens förtjänstorden år 1988. San Marinos postbolag publicerade ett frimärke för att hylla Pedini Angelinis kommande 35-årsjubileum.